# 科皮根

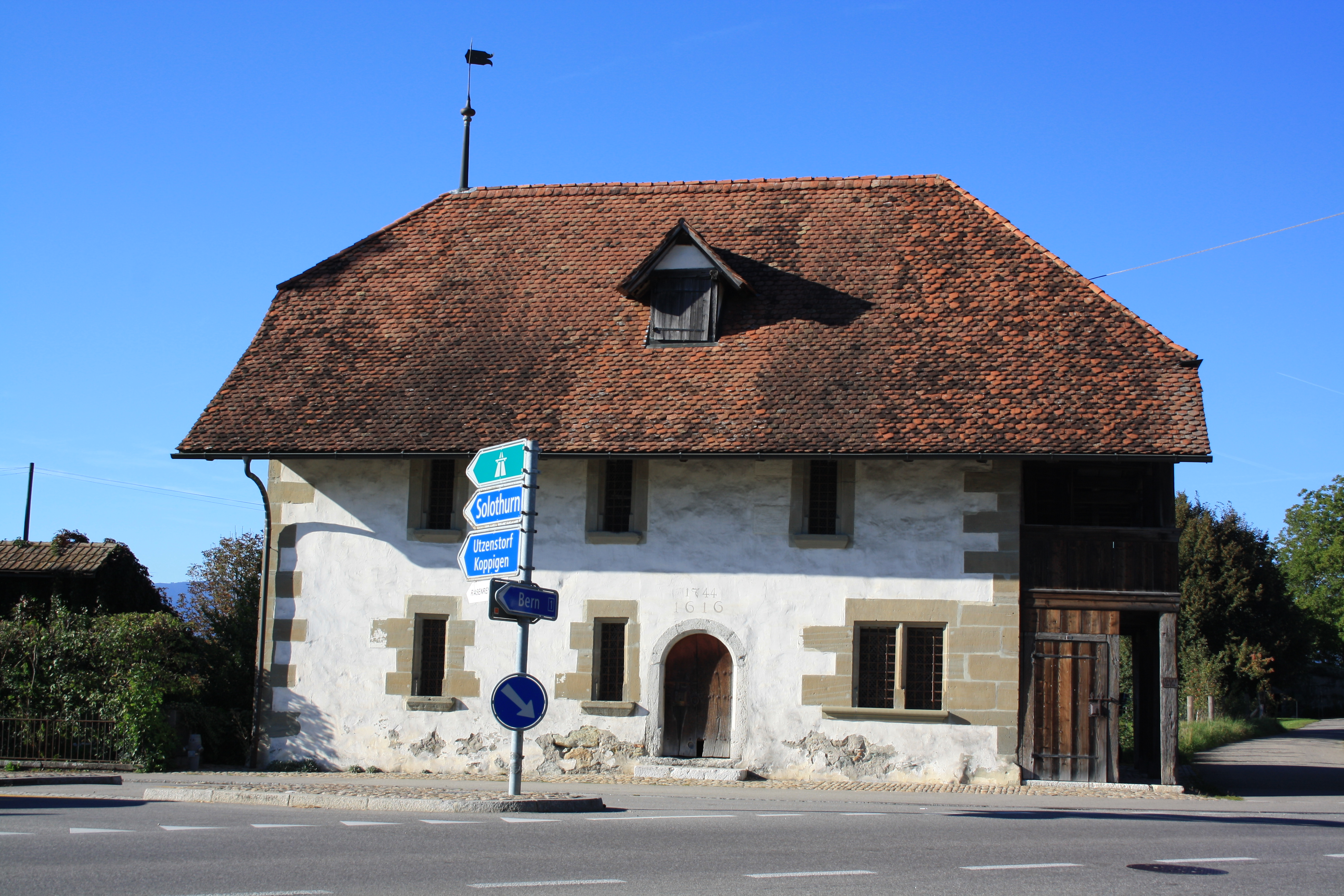

科皮根是瑞士的城鎮，位於該國中西部，由伯恩州負責管轄，面積6.93平方公里，海拔高度476米，2011年人口2,052，八成人口信奉基督教，人口密度每平方公里296人。

## 外部連結
- Official website